# 結婚願望〜kekkonganbo〜
結婚願望〜kekkonganbo〜（けっこんがんぼう）は、日本の女性アイドルグループである。カレント所属。

## メンバー
2010年6月時点。
- 杉本悦子（すぎもと えつこ、1979年10月31日 - ）愛知県出身
- 深草ゆかり（ふかくさ ゆかり、1981年12月21日 - ）愛知県出身
- 花めぐみ（はな めぐみ、1981年4月27日 - ）千葉県出身
- 橘由夏（たちばな ゆか、1985年6月9日 - ）静岡県出身
- 安野くみ（あんの くみ、1985年12月17日 - ）埼玉県出身
- 松本純（まつもと じゅん、1982年6月8日 - ）北海道出身
- 佐伯優菜（さえき ゆうな、1982年1月17日 - ）群馬県出身
- 緑川りん（みどりかわ りん、1982年1月1日 - ）栃木県出身
- 相山ゆう（あいやま ゆう、1983年11月5日 - ）千葉県出身
- 上野真衣（うえの まい、1980年7月23日[1] - ）群馬県出身、2009年7月加入[2]。

### 脱退メンバー
いずれも結婚による脱退。
- 中村優美（なかむら ゆうみ、1978年9月12日 - ）東京都出身、2008年11月脱退[3]。
- 浅木美帆（あさぎ みほ、1979年7月20日 - ）神奈川県出身、2009年7月脱退[4]。

## コンセプト
- 今すぐに結婚したい、結婚願望の強いタレントが集まって花嫁修業=タレント活動を行うタレント集団である。
- タレント活動の目的は、「しあわせな結婚をする事（=脱退）」であると公表している。

## 活動

### テレビ・ラジオ・ネット出演
- GyaOジョッキー「ハイキングウォーキングのアイドル☆チェキ#39」ゲスト出演（2008年5月7日）
- GyaOジョッキー「告っちゃ 13」ゲスト出演（2008年5月30日）
- インターネットラジオ ケーズステーション「おしゃべりやってまーす金曜日」ゲスト出演（2008年6月3日）
- GyaOジョッキー「そらを見なきゃ困るよ！」拡大SP（2008年7月22日）
- テレビ東京「ARIEHEN!∞WORLD」（2008年11月4日）

### 雑誌・新聞
- 「FLASH」（光文社）5月GW合併号グラビアページ掲載（2008年5月）
- 「an・an」（マガジンハウス）の取材ページにて掲載（2008年5月25日）
- エキサイターグラビア掲載（2008年9月16日）
- 週刊実話にてグラビア連続掲載（2008年9月18日、25日）
- 東京スポーツ（2008年9月26日）

### イベント
- 「eお見合いパーティ」ゲスト出演 NOZZE 六本木キング&クイーン（2008年5月25日）
- 東京調布 京王閣競輪場「日刊スポーツ杯」ゲスト出演（2008年9月14日）
- DVD発売イベント開催（2008年9月20日）
- 川口オートレース場「週刊実話杯」にて、トーク&ライブショー出演（2008年9月28日）
- 結婚願望 主催 お見合いパーティー（2008年10月25日）

## 作品

### 漫画
- 電子書籍「漫画ゼロワン」にて、原作・彩谷すばる、作画・まやひろむによる自身達をモデルにしたWEB漫画を発表[5]。（2009年3月5日）

### DVD
- イメージDVD「Happy Bridal〜結婚願望」[6]（2008年8月31日、BNS）

### 音楽
- オリジナル楽曲「結婚願望」（イメージDVDにプロモーションビデオを特典映像として収録）